# اقتحام سجن عكا

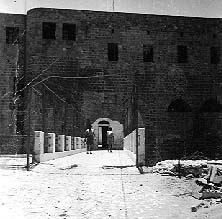
سجن عكا

كانت عملية اقتحام سجن عكا عملية نفذتها عصابة الإرجون في 4 مايو 1947 أثناء الانتداب البريطاني على فلسطين، حيثُ اخترق عناصرها جدران السجن المركزي في عكا وأطلقوا سراح 27 سجينًا من أعضاء الإرجون وشتيرن.

## التاريخ
في عهد الانتداب البريطاني كانت قلعة عكا القديمة تستخدم كسجن، وقد ضم السجن 700 سجين عربي و 90 سجينًا يهوديًا، وكان السجناء اليهود أعضاءً في الجماعات اليهودية السرية الهاجانا والشتيرن والإرجون الذين أسرهم البريطانيون. كان أحد هؤلاء السجناء إيتان ليفني (والد تسيبي ليفني) وكان ضابط عمليات الإرجون.
في 19 أبريل 1947 شُنِق أربعة أعضاء من الإرجون وهم: دوف جرونر، ويحييل دريزنر، ومردخاي الكاهي وإليعازر كاشاني، وكانوا قد أُسِروا من قبل الفرقة البريطانية السادسة المحمولة جواً في سجن عكا ليصبحوا أول موتى الإرجون بعد الحرب. وأثناء محاكمة دوف جرونر أعلن في محاكمته أن الجيش البريطاني والإدارة "منظمات إجرامية".
فكر سجناء شتيرن وإرجون في الهروب لكنهم استقروا إلى أنه سيكون مستحيلًا بدون مساعدة خارجية. لذلك اتصلوا بالمقر الرئيسي للإرجون لوضع خطة. اختير دوف كوهين -المعروف باسم "شمشون" وهو العضو السابق في مجموعة الاستجواب البريطانية الخاصة- لقيادة العملية. سُهِّلَت الخطة من قبل بيريس إتكيس وهو أمريكي من أصول يهودية روسية، وقد عمل كمهندس لدى سلطات الانتداب وقام ببناء السجن. وفقًا لما قاله ابن أخيه فقد قام إتكس بتزويد الإرجون بخريطة مفصلة للسجن.

## العملية

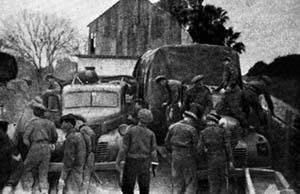
رجال الإرجون متنكرين في زي جنود بريطانيين.

كان من المقرر في الأصل أن تتم عملية الاقتحام في أبريل ولكن أُعيدت جدولة الموعد في نهاية المطاف ليوم الأحد 4 مايو 1947 في الساعة 4 مساءً، وهو اليوم الذي انعقدت فيه الجمعية العامة للأمم المتحدة لمناقشة قضية فلسطين. اختارت القيادة العليا للإرجون 41 سجينًا للهروب: 30 من إرجون و11 من شتيرن، حيث كان هذا هو العدد المتاح من الأماكن المتاحة في البيوت الآمنة. قامت القيادة العليا للإرجون مع إيتان ليفني -العضو المسجون من الإرجون- بالتخطيط على نطاق واسع لكيفية الاقتحام والهروب. كانت الاستعدادات اللوجستية معقدة: اشترت منظمة الإرجون شاحنة وسيارة جيب وشاحنتين عسكريتين وسيارتين مدنيتين، فقد كانت متخفية في زي بريطانية. كما حصلوا على زي الجيش البريطاني. كما رُتِّب مخزون من الملابس المدنية لمساعدة الهاربين على الاندماج مع عامة السكان. اكتشفت جهود استطلاع الإرجون نقطة ضعف في القلعة: الجدار الجنوبي فوق الحمام التركي مباشرة. لذلك هرَّب الإرجون مادة تي إن تي إلى السجن، والتي استُخدِمَت بعد ذلك لتصنيع 30 قنبلة يدوية وقذيفتين.

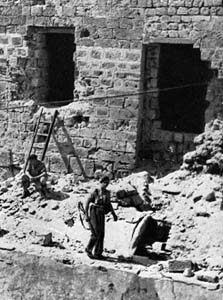
جدار السجن بعد الاقتحام.

وصل مقاتلو الإرجون يوم الأحد 4 مايو 1947 إلى عكا في قافلة مكونة من شاحنة عسكرية وشاحنتين عسكريتين مطليتين بألوان التمويه البريطاني وشاحنتين مدنيتين وجيب قيادة في المقدمة. كان عشرون مقاتلاً يرتدون زي المهندسين الملكيين وثلاثة يرتدون زي العرب. كان قائد العملية -دوف كوهين- الذي كان يستقل سيارة جيب القيادة يرتدي زي نقيب مهندسين ملكي. توقفت الشاحنة عند بوابة السجن، بينما توقفت الشاحنتان عند سوق قريب. في الساعة 14:00 بدأت وحدة الهندسة العسكرية التابعة للإرجون -بقيادة دوف سالومون ويهودا أفيريون- العمل. أزيلت سلالم من إحدى المركبات وشق الرجال طريقهم إلى الحمام التركي القريب متنكرين في زي مهندسين ملكيين يهاتفون تقنيين ويحملون مادة تي إن تي وحبال ومعدات أخرى ضرورية للاقتحام. وضعوا الشحنات وعادوا إلى الشارع.
بينما كانت وحدات الإرجون تتحرك إلى مواقعها كان السجناء يضعون الخطة موضع التنفيذ في الداخل. في الساعة 15:00 فتحت أبواب الزنازين لممارسة الرياضة بعد الظهر. السجناء الذين لم يكن من المقرر أن يهربوا نزلوا إلى الفناء للهو، بينما بقي الهاربون المحددون في زنازينهم. في الوقت نفسه قامت فرق الإرجون بتلغيم الطرق القريبة لتأخير أي مطارد بريطاني وتحرك فريق تهريب متنكر في زي العرب إلى مواقع بالقرب من معسكر للجيش البريطاني بمدفع هاون.
في الساعة 16:22 انفجرت الشحنات وأحدثت حفرة كبيرة في أحد جدران السجن. وعند سماع الانفجار أطلق فريق التهريب قذائف الهاون على معسكر الجيش البريطاني ثم انسحب. في هذه الأثناء -في السجن- هربت المجموعة الأولى من الهاربين بسرعة من زنازينهم نحو الثغرة في الجدار واضطروا إلى اجتياز حشد من السجناء العرب الذين نفدوا من زنازينهم في حالة ذعر. وباستخدام العبوات الناسفة المهربة قاموا بتفجير بوابتين حديديتين عرقلت طريقهم إلى غرفة الكيروسين حيث كانت الفتحة في جدار السجن. أما المجموعة الثانية من الهاربين فقد نصبت حاجزاً من المواد القابلة للاشتعال وأشعلت فيه النار لإشعال حريق أدى إلى سد طريق الهروب ومنع الحراس من الوصول إليه على الفور. أدى الغطاء الدخاني والنار الناتج عن ذلك إلى زيادة الفوضى التي أحدثتها الانفجارات. بدأ السجناء العرب في باحة السجن بالصياح والركض بعنف فركض بعضهم مباشرة إلى أسوار الأسلاك الشائكة، فيما اندفع آخرون إلى زنازينهم أو اقتحموها خوفًا من الحريق والانفجارات.
بدأ الحراس العرب على افتراض أن الهروب من السجن جاريًا، بإطلاق النار على الحشد. وسط هذه الفوضى اقتحمت مجموعة ثالثة ساحة السجن وألقوا قنابل يدوية على الحراس المتمركزين على السطح مما دفعهم إلى الفرار. تسببت الانفجارات في مزيد من الذعر والفوضى بين السجناء الآخرين. وسط هذه الفوضى هربت المجموعتان عبر الفتحة الموجودة في الجدار. في هذه الأثناء بدأ السجناء العرب يركضون في الفناء والممرات يكتشفون الفتحة الموجودة في الجدار. على مدار الساعة التالية فر 214 من 394 سجينًا عربيًا في سجن عكا عبر الفتحة الموجودة في الجدار واختفوا في المدينة.
صعدت المجموعة الأولى من الفارين وبعض أفراد القوة الضاربة إلى الشاحنة الأولى التي انطلقت بسرعة وتمكنت من الخروج من عكا، ولكن على الفور إلى الجنوب من المدينة تعرضوا لكمين من قبل جنود بريطانيين كانوا يستحمون على شاطئ قريب وانتبهول لأصوات الاضطرابات في سجن عكا. فتحوا النار على الشاحنة. حاول السائق تفادي الحريق فقاد الشاحنة إلى كتلة صبار مما تسبب في انهيارها من جانبها الأيسر. سقط الرجال وأُطلِق النار عليهم على الفور من قبل البريطانيين أثناء محاولتهم الفرار. كان دوف كوهين واثنان آخران من مقاتلي الإرجون -نسيم ليفي وزلمان ليفشيتز- ينتظرون بسيارتهم الجيب في مركز قيادة قريب. عندما فتح البريطانيون النار حاول كوهين في البداية التدخل وإرشاد السجناء الآخرين إلى بر الأمان. منع زيه العسكري البريطانيين في البداية من إطلاق النار عليه ولكن في النهاية اُطلِقَت النار عليه مع ليفي وليفشيتز أثناء قيامهم بتغطية للهاربين. وقُتِل ما مجموعه تسعة من الهاربين والمهاجمين، ونُقل بعضهم أحياء لكن جُرحوا وماتوا في السجن بعد رفض العلاج الطبي. تمكن واحد فقط من الفارين من الشاحنة الأولى -وهو نسيم بينادو- من الإفلات من القبض عليه لكنه أصيب بجروح خطيرة وتوفي لاحقا في مخبأ في حيفا. وسرعان ما أُعيد القبض على الناجين وأُعيدوا إلى السجن.

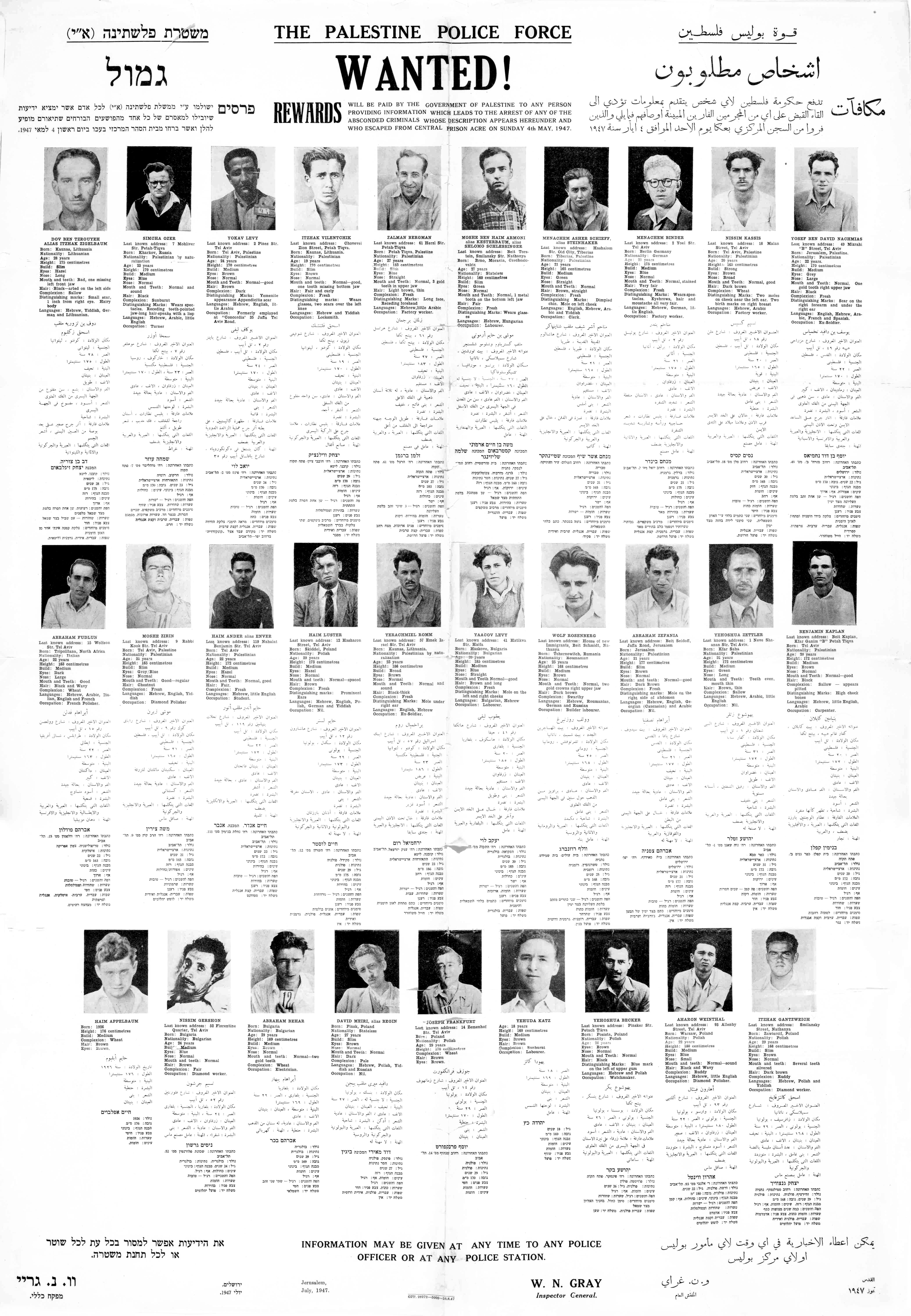
ملصق لليهود الفارين المطلوبين

صعد الهاربون المتبقون وأفراد القوة الضاربة بسرعة على الشاحنتين الثانية والثالثة وبدأ سالومون في استدعاء فريق الحاجز بعيدًا، وعلى الرغم من انسحابهم بشكل جيد، إلا أنه نسي استدعاء فرقة واحدة بقيادة أفشالوم حفيف. وفي غضون ذلك واجهت إحدى الشاحنات مشاكل في المحرك ولم تبدأ. نتيجة لذلك اضطر ركاب السيارة إلى دفعها بينما كان السائق يحاول تشغيل المحرك، وكانت الشاحنة محاطة بحشد من العرب بدأوا في رشقها بالأشياء. عندما تمكن السائق من تشغيل المحرك مرة أخرى سرعان ما صعد المندفعون على متنه وألقيت قنبلة صوتية على العرب الذين كانوا يسدون طريق الشاحنة مما تسبب في تفرق الحشد، ثم ارتبطت الشاحنتان وانطلقوا بعيدًا عن عكا. أثناء اجتيازهم فرقة الحجب التابعة لحافيف اتصل به الرجال بأن العملية انتهت، لكن هافيف رأى أنه يتعين عليه انتظار أمر رسمي من سالومون فاختار البقاء في مكانه. وأثناء انطلاق الشاحنتين اندلعت نيران في إحداها مما أسفر عن مقتل أحد الفارين بالداخل. نجحت الألغام التي زرعتها فرق الحجب في صد البريطانيين وأصيب خمسة جنود بريطانيين بلغم واحد. عندما وصل البريطانيون إلى موقع الحجب بقيادة هافيف قُبِض على الفرقة.
بعد أن هربت الشاحنتان من عكا بدأت شاحنة بريطانية تتبعهما بعد فترة وجيزة من ابتعادهما عن الطريق البحري. بدأ الحارس الجالس في مقعد الراكب بإطلاق النار عليهم بمسدسه. ثم ألقيت قنبلة صوتية في طريق الشاحنة البريطانية، تسبب الضجيج والدخان الناتج عن ذلك في قيام السائق بالفرملة بشكل حاد مما سمح للقافلة بفقدان الشاحنة التي تلاحقها. وصلت الشاحنات إلى كيبوتس داليا حيث تخلى المقاتلون والهاربون عن سياراتهم وأسلحتهم. التقى رئيس الفارين -إيتان ليفني- برجلين من الهاغاناه في الكيبوتس وأصر على عدم الاتصال بالسلطات حتى الساعة التاسعة. ثم ساروا إلى مدينة بنيامينا واختبأوا هناك لبقية اليوم. في صباح اليوم التالي فُرِّقوا في جميع أنحاء فلسطين إلى أماكن للاختباء محددة مسبقًا. إجمالاً، هرب 27 سجيناً من جماعة الإرجون وشتيرن، إلى جانب 214 سجيناً عربياً. ودفن سبعة من المقاتلين الذين قتلوا خلال العملية في مقبرة قريبة من شافي تسيون.

## ما بعد الكارثة

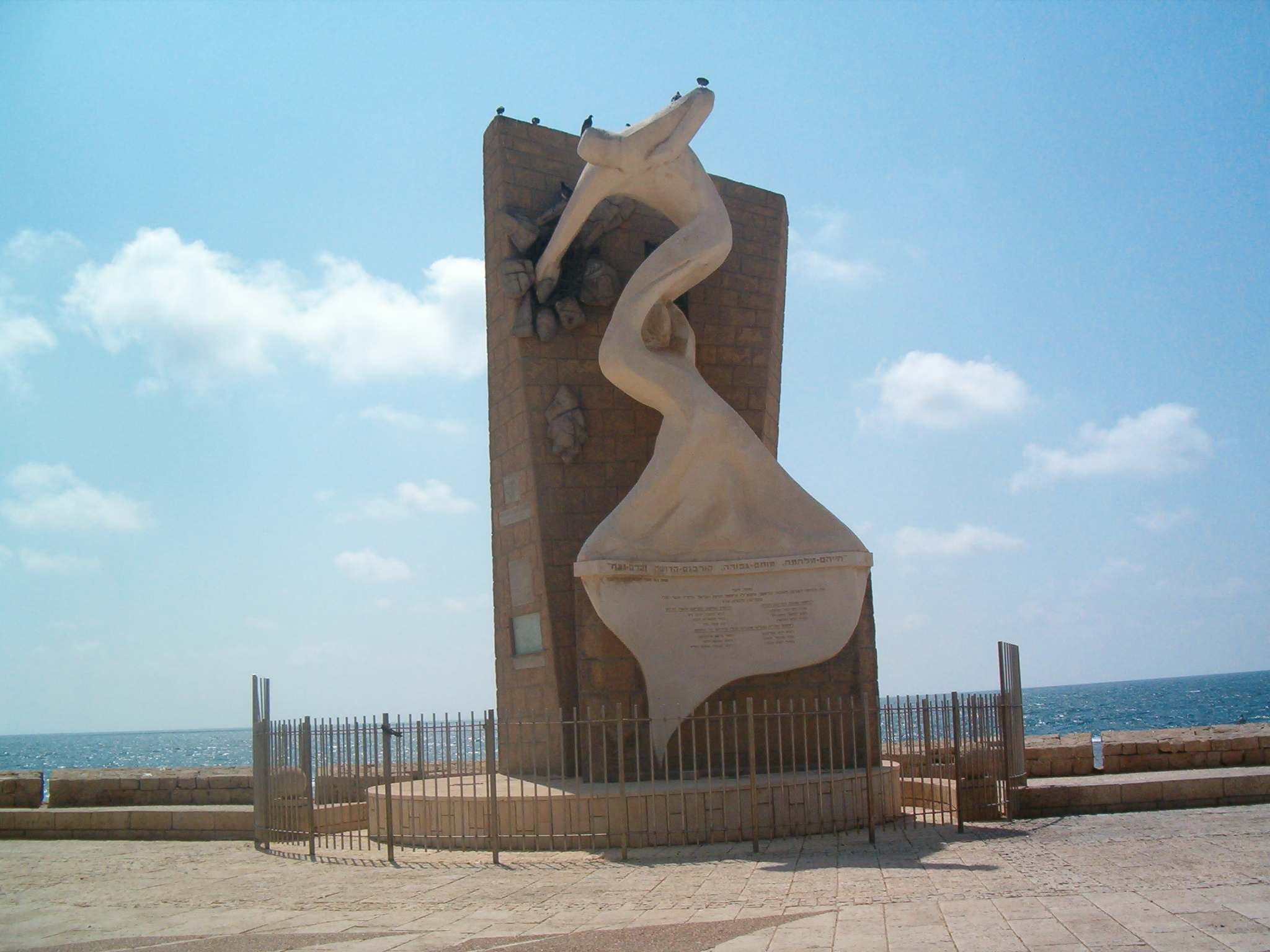
نصب تذكاري على كورنيش عكا لذكرى الاقتحام.

وصفت الوكالة اليهودية الاقتحام بأنه "عمل انتحاري غير مسؤول"، بينما أشاد به قائد الإرجون مناحم بيجن ووصفه بأنه عمل بطولي.
الرجال الخمسة من فرق الحجب الذين أُسِروا: أفشالوم حفيف، مئير نكار، يعقوب فايس، أمنون ميكاييلوف، وناحمان زيترباوم حوكموا أمام محكمة عسكرية بريطانية. حُكم على هافيف وفايس ونكار بالإعدام. بينما نجا كل من مايكلوف وزيترباوم من عقوبة الإعدام لكونهما قاصرين وحُكم عليهما بالسجن مدى الحياة. ورداً على أحكام الإعدام اختطف الإرغون رقيبين بريطانيين هما: كليفورد مارتن وميرفين بايس وهددوا بقتلهم إذا نفذ البريطانيون أحكام الإعدام. لم تلين السلطات البريطانية وشُنق الثلاثة فقتل الإرجون الرقيبين وشنقوا جثتيهما في شجرة في بستان أوكالبتوس بالقرب من نتانيا. يُعزى هذا الإجراء إلى كونه أحد المحفزات الرئيسية للانسحاب البريطاني النهائي من فلسطين.
كان لاقتحام سجن عكا -مع عمليات أخرى- تأثير قوي على اليشوف وعلى محاولات تأسيس إسرائيل، كما يُعتبر أنه أضر بشكل خطير بمكانة بريطانيا وسارع إلى تأسيس لجنة اليونسكوب.
وُثِّقت العملية بنصب تذكاري على كورنيش عكا.